# Astasia longicaudata
Astasia longicaudata is een soort uit de familie van de Apatelodidae in de taxonomische indeling van de Euglenozoa. Deze micro-organismen zijn eencellig en meestal rond de 15-40 mm groot. Astasia longicaudata werd in 1950 beschreven en benoemd door Hubert Kufferath.